# Kichulchoia brevifasciata
Kichulchoia brevifasciata es una especie de pez de la familia Cobitidae en el orden de los Cypriniformes.

## Morfología
• Los machos pueden llegar alcanzar los 6 cm de longitud total.

## Alimentación
Come  larvas de insectos,  algas y de otras materias vegetales.

## Hábitat
Vive en zonas de clima templado.

## Distribución geográfica
Se encuentra en Corea.